# Metropolregion Nürnberg
| Logo                                 | Logo                                                |
| ------------------------------------ | --------------------------------------------------- |
| Das Logo der Metropolregion Nürnberg |                                                     |
| Karte                                |                                                     |
| Gebiet der Metropolregion Nürnberg   |                                                     |
| Basisdaten Metropolregion Nürnberg   |                                                     |
| Bundesländer:                        | Bayern Thüringen                                    |
| Regierungsbezirke:                   | Oberfranken, Mittelfranken, Unterfranken, Oberpfalz |
| Fläche:                              | 21.809 km²                                          |
| Einwohner:                           | 3.625.520 (31. Dezember 2023)                       |
| Bevölkerungsdichte:                  | 166 Einwohner/km²                                   |
| Gliederung:                          | 11 kreisfreie Städte, 23 Kreise                     |

Metropolregion Nürnberg (in hellblau) in Deutschland

Die Metropolregion Nürnberg umfasst über 3,6 Millionen Einwohner auf 21.800 Quadratkilometern Fläche. Mit einem Bruttoinlandsprodukt von 151 Milliarden Euro und rund zwei Millionen Erwerbstätigen zählt sie zu den wirtschaftsstärksten Räumen in Deutschland. Im Kern, der sogenannten Region Nürnberg, leben 2,5 Millionen Menschen mit etwa 1,4 Millionen Erwerbstätigen.
Das Europäische Raumentwicklungskonzept (EUREK) von 1999 schreibt der Region eine wichtige Brückenfunktion im Hinblick auf die neuen EU-Mitgliedstaaten im Osten zu.
Seit April 2003 ist die Region Nürnberg Mitglied bei METREX, dem Netz der europäischen Großstadtregionen und Großräume.
Am 28. April 2005 hat die Ministerkonferenz für Raumordnung (MKRO) formal über die Anerkennung der Region Nürnberg als Metropolregion entschieden.
Nach Medienberichten markierte die Gründung der Metropolregion 2005 den Beginn einer beeindruckenden Erfolgsgeschichte.

## Gebiet

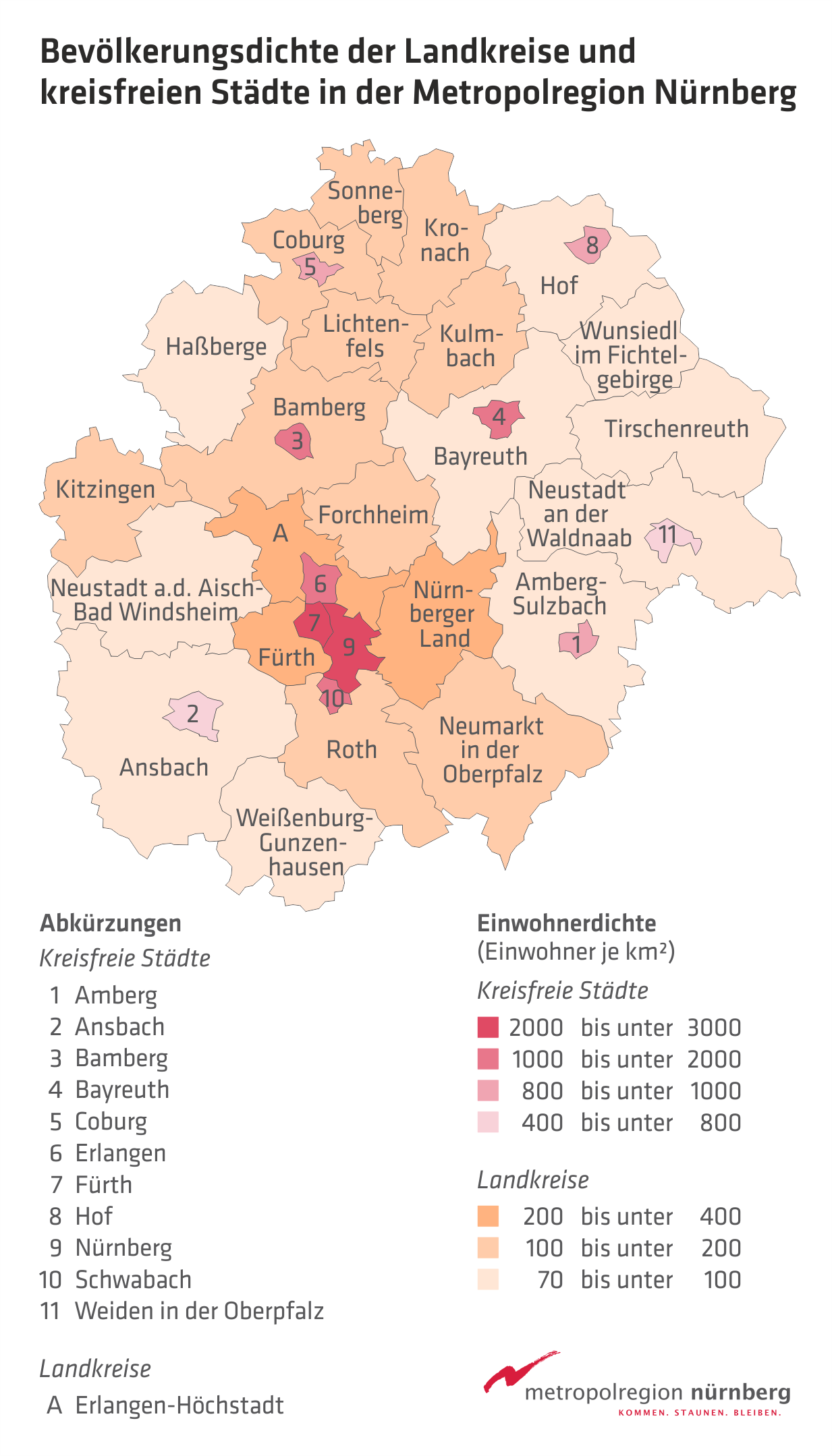
Bevölkerungsdichte 2018

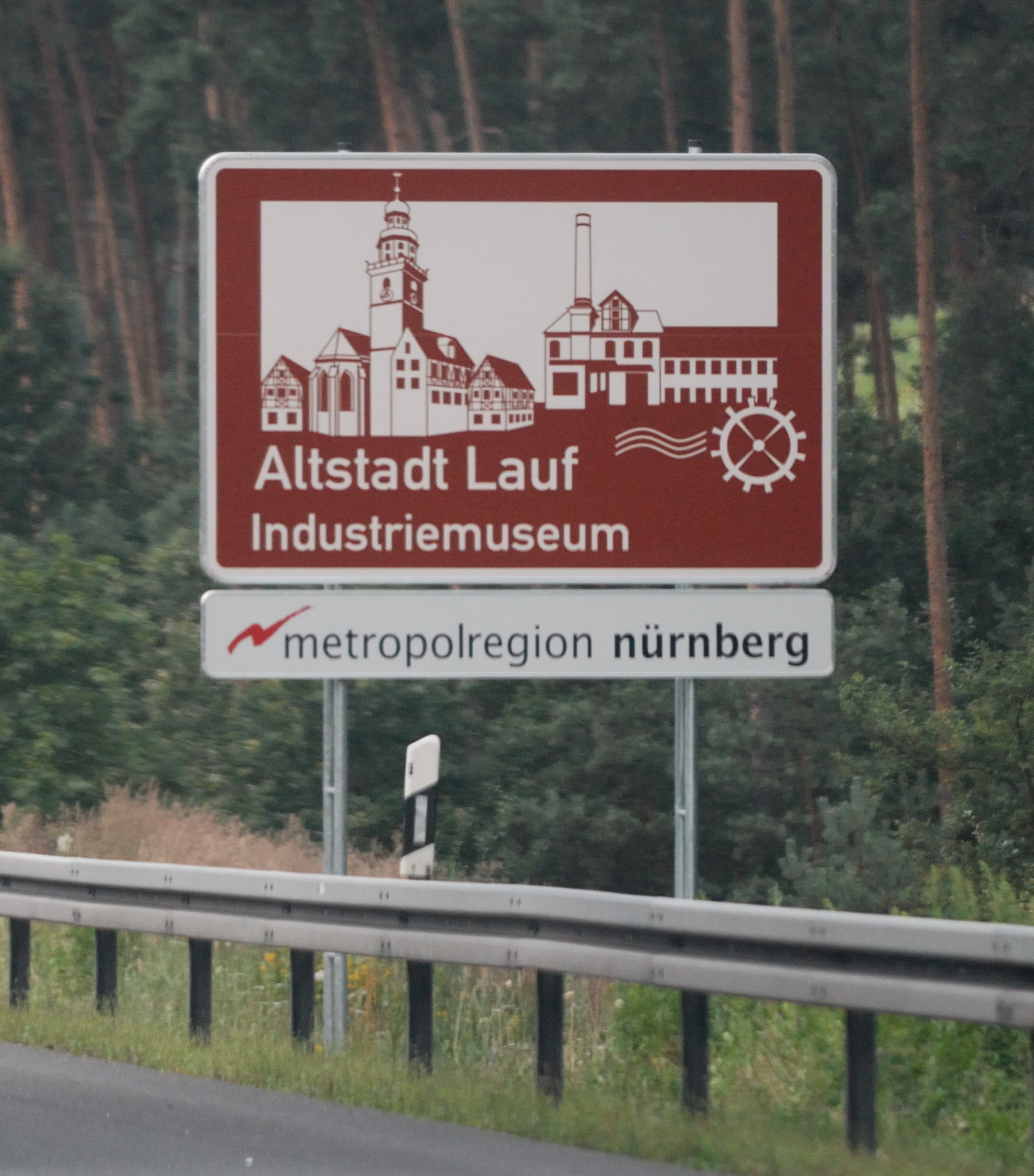
Die Metropolregion wirbt auch an den Autobahnen im Ballungsraum

Zur Metropolregion Nürnberg gehören die elf kreisfreien Städte Ansbach, Amberg, Bamberg, Bayreuth, Coburg, Erlangen, Fürth, Hof, Nürnberg, Schwabach und Weiden sowie die 23 Landkreise Amberg-Sulzbach, Ansbach, Bamberg, Bayreuth, Coburg, Erlangen-Höchstadt, Forchheim, Fürth, Haßberge, Hof, Kitzingen, Kronach, Kulmbach, Lichtenfels, Neumarkt i.d.OPf., Neustadt an der Aisch-Bad Windsheim, Neustadt an der Waldnaab, Nürnberger Land, Roth, Sonneberg, Tirschenreuth, Weißenburg-Gunzenhausen und Wunsiedel i. Fichtelgebirge.
Die kreisfreie Stadt Hof sieht sich seit dem Beitritt als Verbindung zwischen den Metropolregionen Nürnberg und Mitteldeutschland.
Geographisch umschließt die Europäische Metropolregion Nürnberg (EMN) damit den Regierungsbezirk Mittelfranken, ganz Oberfranken, zwei Gebietskörperschaften Unterfrankens sowie etwa die Hälfte der Oberpfalz. Am 2. April 2014 stimmte die Verbandsversammlung der Metropolregion dem Beitritt des Landkreises Sonneberg in Thüringen zu.
Am 15. Juli 2010 beschloss der Würzburger Stadtrat den Austritt der Stadt aus der Metropolregion Nürnberg.
Der geographische, durch eine Mercator-Projektion, ermittelte Mittelpunkt der Metropolregion Nürnberg befindet sich nahe dem Dorf Geschwand der Gemeinde Obertrubach im Kreis Forchheim (49°42'31.3"N 11°19'00.6"O).
| Stadt                            | Einwohner 31. Dez. 2023 | Fläche km² | Einwohner/km² Mittelwert | Land   |
| -------------------------------- | ----------------------- | ---------- | ------------------------ | ------ |
| Ansbach                          | 42.311                  | 99,91      | 423                      | Bayern |
| Amberg                           | 42.676                  | 50,13      | 851                      | Bayern |
| Bamberg                          | 80.580                  | 54,62      | 1.475                    | Bayern |
| Bayreuth                         | 74.907                  | 66,89      | 1.120                    | Bayern |
| Coburg                           | 42.139                  | 48,29      | 873                      | Bayern |
| Erlangen                         | 117.806                 | 76,96      | 1.531                    | Bayern |
| Fürth                            | 132.032                 | 63,35      | 2.084                    | Bayern |
| Hof                              | 46.963                  | 58,02      | 809                      | Bayern |
| Nürnberg                         | 526.091                 | 186,44     | 2.822                    | Bayern |
| Schwabach                        | 41.380                  | 40,8       | 1.014                    | Bayern |
| Weiden in der Oberpfalz          | 43.188                  | 70,57      | 612                      | Bayern |
| Planungsregion Nürnberg (Städte) | 817.309                 | 367,55     | 2.224                    | Bayern |
| Gesamt                           | 1.190.073               | 815,98     | 1.459                    |        |

| Landkreis                                     | Einwohner 31. Dez. 2023 | Fläche km² | Einwohner/km² Mittelwert | Land      |
| --------------------------------------------- | ----------------------- | ---------- | ------------------------ | --------- |
| Landkreis Amberg-Sulzbach                     | 104.914                 | 1.255,84   | 84                       | Bayern    |
| Landkreis Ansbach                             | 189.517                 | 1.972,3    | 96                       | Bayern    |
| Landkreis Bamberg                             | 149.823                 | 1.167,78   | 128                      | Bayern    |
| Landkreis Bayreuth                            | 104.843                 | 1.273,65   | 82                       | Bayern    |
| Landkreis Coburg                              | 87.259                  | 590,41     | 148                      | Bayern    |
| Landkreis Erlangen-Höchstadt                  | 141.517                 | 564,52     | 251                      | Bayern    |
| Landkreis Forchheim                           | 118.725                 | 642,8      | 185                      | Bayern    |
| Landkreis Fürth                               | 119.826                 | 307,43     | 390                      | Bayern    |
| Landkreis Haßberge                            | 85.371                  | 956,19     | 89                       | Bayern    |
| Landkreis Hof                                 | 94.333                  | 892,54     | 106                      | Bayern    |
| Landkreis Kitzingen                           | 93.818                  | 684,16     | 137                      | Bayern    |
| Landkreis Kronach                             | 66.294                  | 651,5      | 102                      | Bayern    |
| Landkreis Kulmbach                            | 71.956                  | 658,32     | 109                      | Bayern    |
| Landkreis Lichtenfels                         | 67.555                  | 519,92     | 130                      | Bayern    |
| Landkreis Neumarkt in der Oberpfalz           | 139.277                 | 1.343,94   | 104                      | Bayern    |
| Landkreis Neustadt an der Aisch-Bad Windsheim | 103.654                 | 1.267,44   | 82                       | Bayern    |
| Landkreis Neustadt an der Waldnaab            | 96.400                  | 1.427,67   | 68                       | Bayern    |
| Landkreis Nürnberger Land                     | 172.941                 | 799,52     | 216                      | Bayern    |
| Landkreis Roth                                | 129.595                 | 895,15     | 145                      | Bayern    |
| Landkreis Sonneberg                           | 56.434                  | 460,84     | 122                      | Thüringen |
| Landkreis Tirschenreuth                       | 72.147                  | 1.084,24   | 67                       | Bayern    |
| Landkreis Weißenburg-Gunzenhausen             | 97.276                  | 970,78     | 100                      | Bayern    |
| Landkreis Wunsiedel im Fichtelgebirge         | 71.972                  | 606,36     | 119                      | Bayern    |
| Planungsregion Nürnberg (Landkreise)          | 563.879                 | 2.566,62   | 220                      | Bayern    |
| Gesamt                                        | 2.435.447               | 20.993,3   | 116                      |           |

| Gebiet                  | Einwohner 31. Dez. 2023 | Fläche km² | Einwohner/km² Mittelwert |
| ----------------------- | ----------------------- | ---------- | ------------------------ |
| Kreisfreie Städte       | 1.190.073               | 815,98     | 1.459                    |
| Landkreise              | 2.435.447               | 20.993,3   | 116                      |
| Planungsregion Nürnberg | 1.381.188               | 2.934,17   | 471                      |
| Gesamt                  | 3.625.520               | 21.809,28  | 166                      |

## Organisation
Leitlinien für interne Strukturen sind den elf Europäischen Metropolregionen in Deutschland nicht vorgegeben. Die Art und Weise der regionalen Kooperationen kann also den örtlichen strukturellen Begebenheiten angepasst werden. Die Metropolregion Nürnberg hat sich für eine dezentrale und äußerst demokratische Organisationsstruktur entschieden. Intern ist sie in acht Fachforen, einen Steuerungskreis und den Rat gegliedert. In den Foren arbeiten über 400 Vertreter aus verschiedenen gesellschaftlichen Bereichen – Wirtschaft, Wissenschaft, Politik, Verwaltung, Kultur und Sport – an gemeinsamen Projekten. Der Steuerungskreis besteht aus Vertretern der genannten Fachforen und übernimmt Aufgaben strategischer Beratung gegenüber dem 57 köpfigem Rat, dem eigentlichen Entscheidungskörper der EMN. Dieser besteht aus den Oberbürgermeistern der kreisfreien Städte, den Landräten und den Bürgermeistern der jeweils einwohnerstärksten Gemeinden der angeschlossenen Landkreise. Zwei Mitglieder der bayerischen Staatsregierung, drei Staatssekretäre bayerischer Staatsministerien sowie ein Regierungspräsident und ein Bezirkstagspräsident – in Vertretung aller betroffener Regierungs- und Bezirkstage – wurden kooptiert.
Da die Entscheidungsmacht gänzlich in Händen gewählter politischer Vertreter liegt, gilt die Metropolregion Nürnberg als eine Institution regionaler Kooperation von hoher Legitimität. Durch die beratende Wirkung wirtschaftlicher und kultureller Akteure sowie der starken Repräsentation der ländlichen Räume ist sie sowohl gesellschaftlich als auch geographisch dezentral orientiert.

## Bildung und Forschung

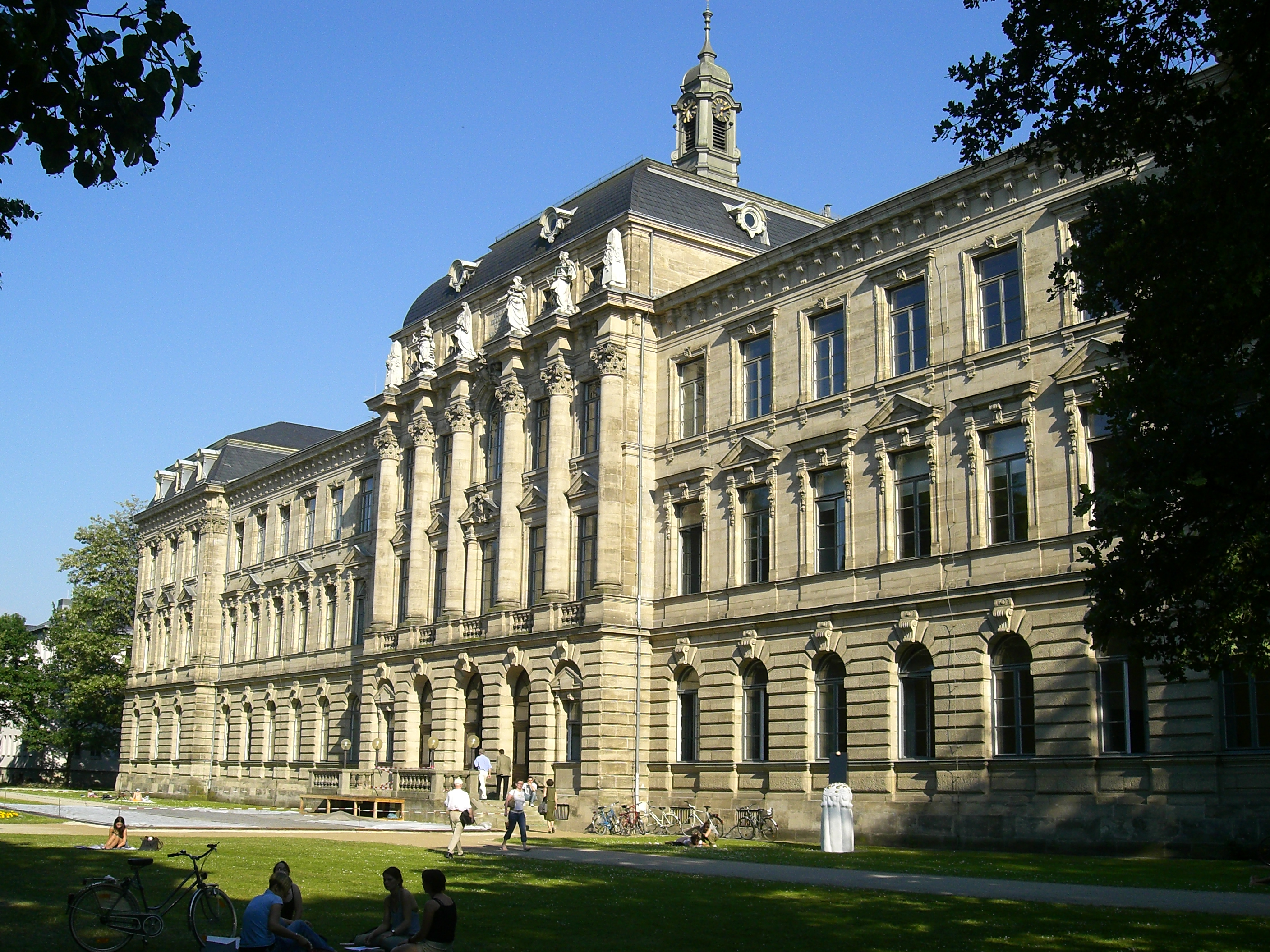
Friedrich-Alexander-Universität Erlangen-Nürnberg

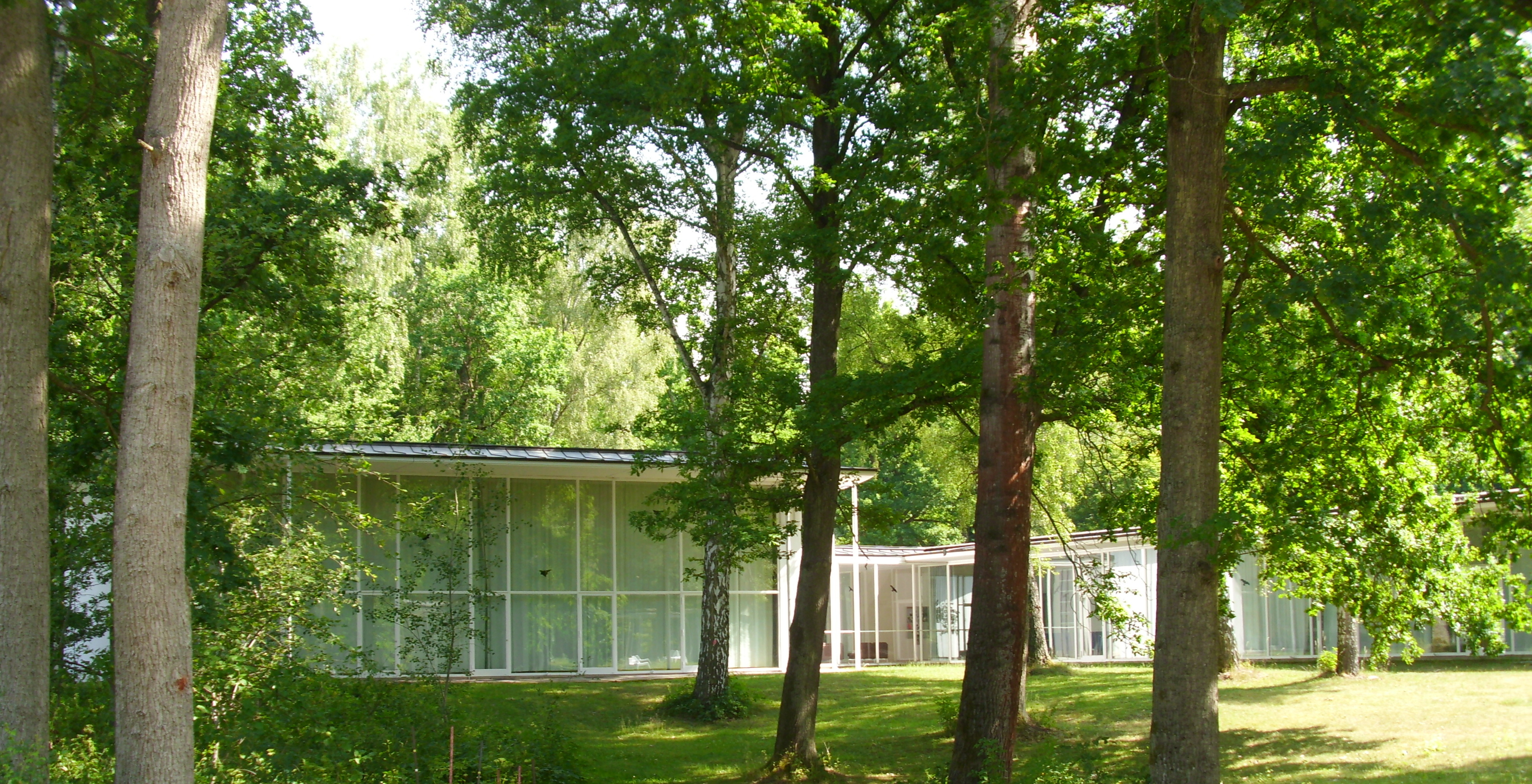
Akademie der Bildenden Künste Nürnberg

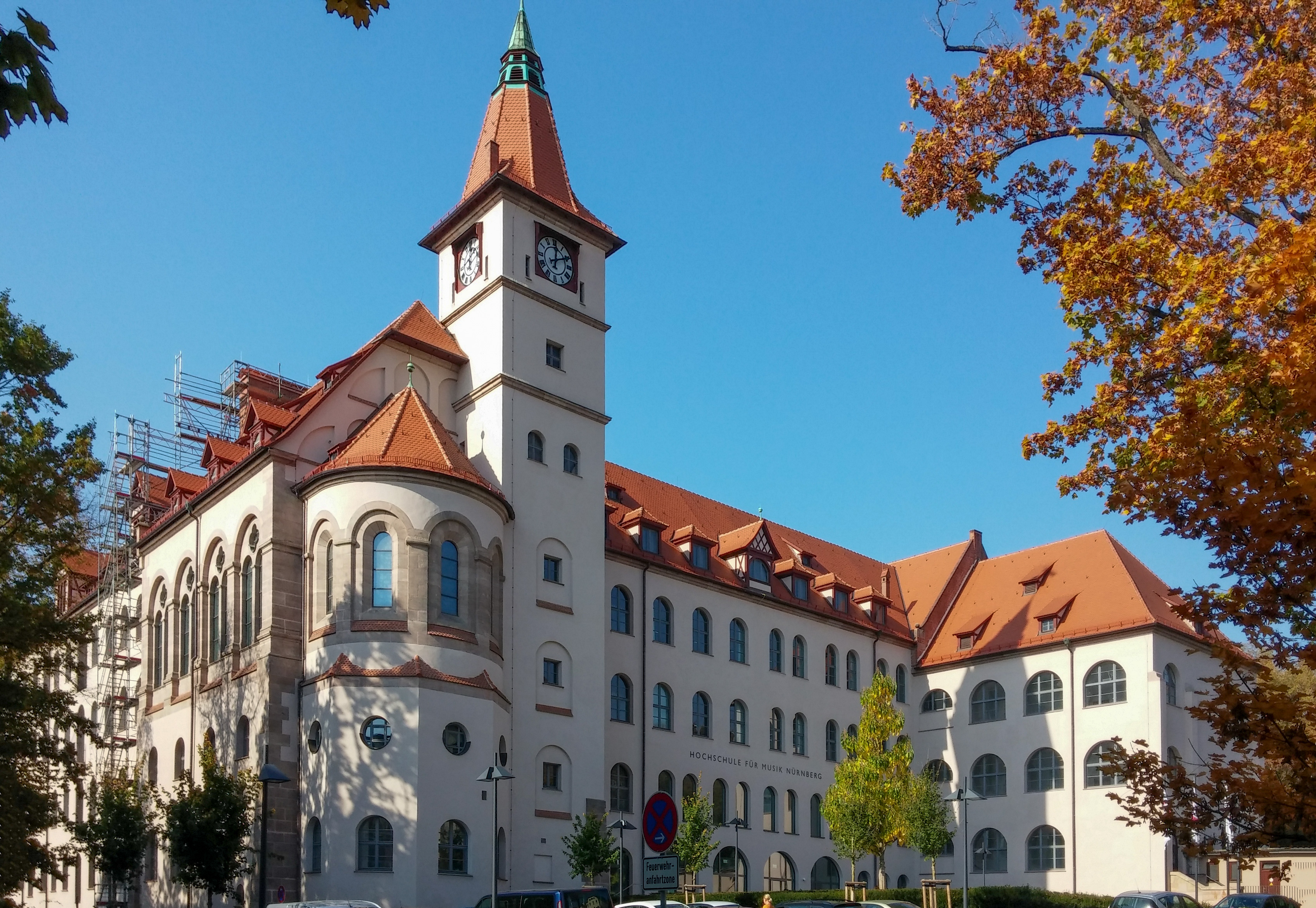
Hochschule für Musik Nürnberg

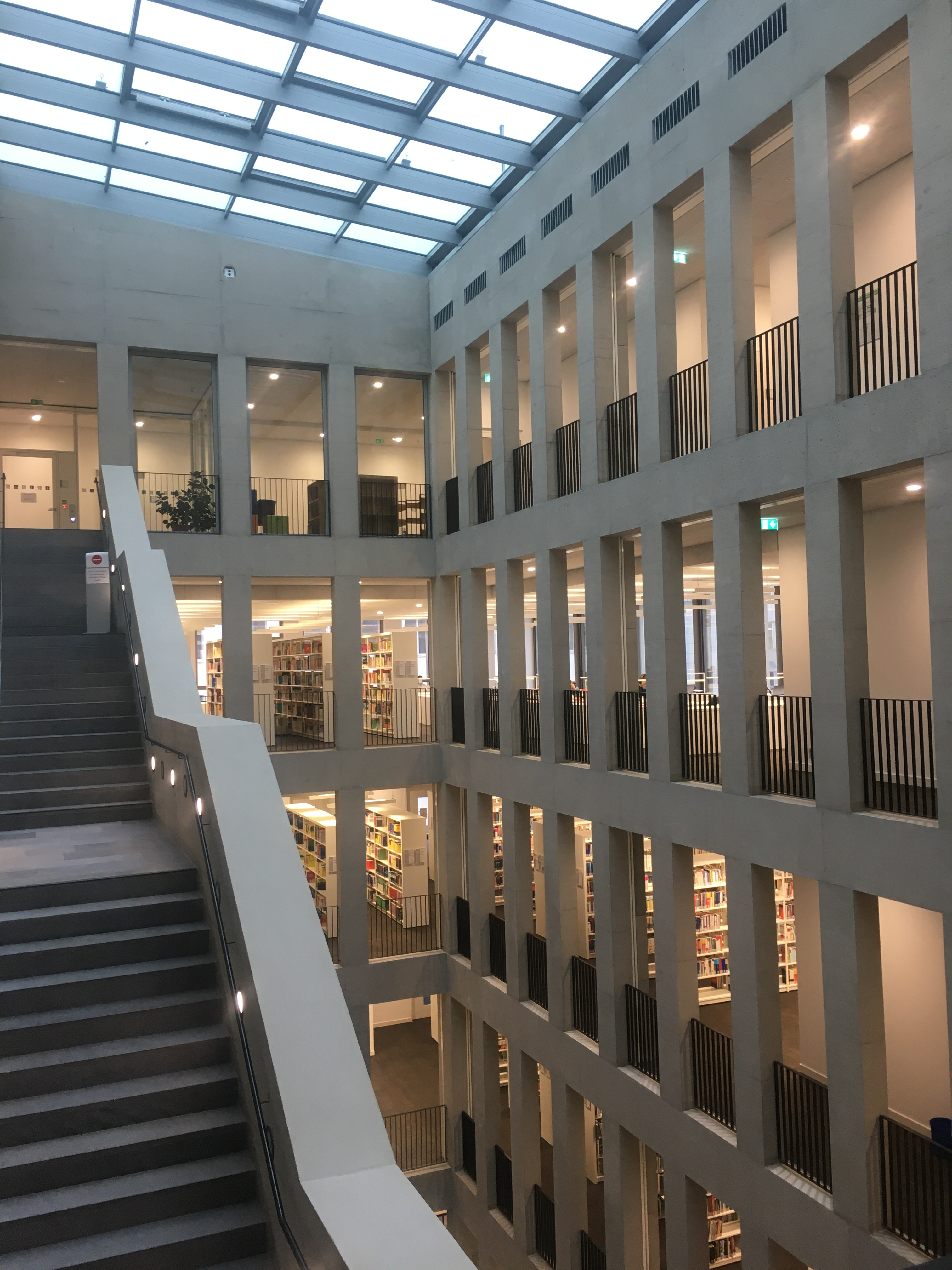
Bibliothek der Technischen Hochschule Nürnberg Georg Simon Ohm

In der Metropolregion Nürnberg existieren mehrere Universitäten und Fachhochschulen:
- Ostbayerische Technische Hochschule Amberg-Weiden
- Hochschule Ansbach
- Otto-Friedrich-Universität Bamberg
- Hochschule für evangelische Kirchenmusik Bayreuth
- Universität Bayreuth
- Hochschule Coburg
- Friedrich-Alexander-Universität Erlangen-Nürnberg
- SRH Wilhelm Löhe Hochschule, Fürth
- Hochschule für Angewandte Wissenschaften Hof
- Hochschule für den Öffentlichen Dienst in Bayern, Fachbereich Allgemeine Innere Verwaltung, Hof
- Augustana-Hochschule Neuendettelsau
- Akademie der Bildenden Künste Nürnberg
- Evangelische Hochschule Nürnberg
- Hochschule für Musik Nürnberg
- IBS International Business School, Nürnberg
- Technische Hochschule Nürnberg Georg Simon Ohm
- Technische Universität Nürnberg
- Hochschule für angewandtes Management Treuchtlingen
- Hochschule Weihenstephan-Triesdorf

Im Rahmen des Spitzencluster-Wettbewerbs des Bundesministeriums für Bildung und Forschung gewann das wissensintensive Cluster Medical Valley Europäische Metropolregion Nürnberg mit Akteuren aus Wissenschaft, Wirtschaft und Politik eine fünfjährige Förderung.

## Behandlungsschwerpunkt auf Krebserkrankungen
Die Metropolregion legt seit 2013 einen Schwerpunkt auf die Behandlung der Volkskrankheit Krebs. Die Deutsche Krebshilfe hat das Universitätsklinikum Erlangen in die Liste der Onkologischen Spitzenzentren aufgenommen und fördert sie mit drei Millionen Euro. So bilden nun das Universitätsklinikum Erlangen, die Klinikum Bayreuth und die Sozialstiftung Sozialstiftung Bamberg gemeinsam das fränkische Comprehensive Cancer Center der Europäischen Metropolregion Nürnberg (CCC Erlangen – EMN).

## Verkehr

### Straßenverkehr
Durch die Metropolregion Nürnberg verlaufen vier kontinental bedeutende sowie drei regionale Autobahnen:
| Autobahn | Verlauf |
| -------- | --- |
| A3       | Niederlande – Rhein-Ruhr – Rhein-Main – Würzburg – Erlangen – Nürnberg – Regensburg – Passau – Österreich                               |
| A6       | Frankreich – Saarbrücken – Rhein-Neckar – Ansbach – Schwabach – Nürnberg – Amberg – Tschechien                                          |
| A7       | Dänemark – Hamburg – Hannover – Schweinfurt – Kitzingen – Rothenburg ob der Tauber – Feuchtwangen – Ulm – Kempten – Füssen – Österreich |
| A9       | Berlin – Leipzig – Hof – Bayreuth – Nürnberg – Ingolstadt – München                                                                     |
| A70      | Schweinfurt – Bamberg – Bayreuth – Tschechien                                                                                           |
| A73      | Thüringen – Coburg – Bamberg – Erlangen – Fürth – Nürnberg                                                                              |
| A93      | Hof – Weiden – Regensburg – München |

### Schienenverkehr

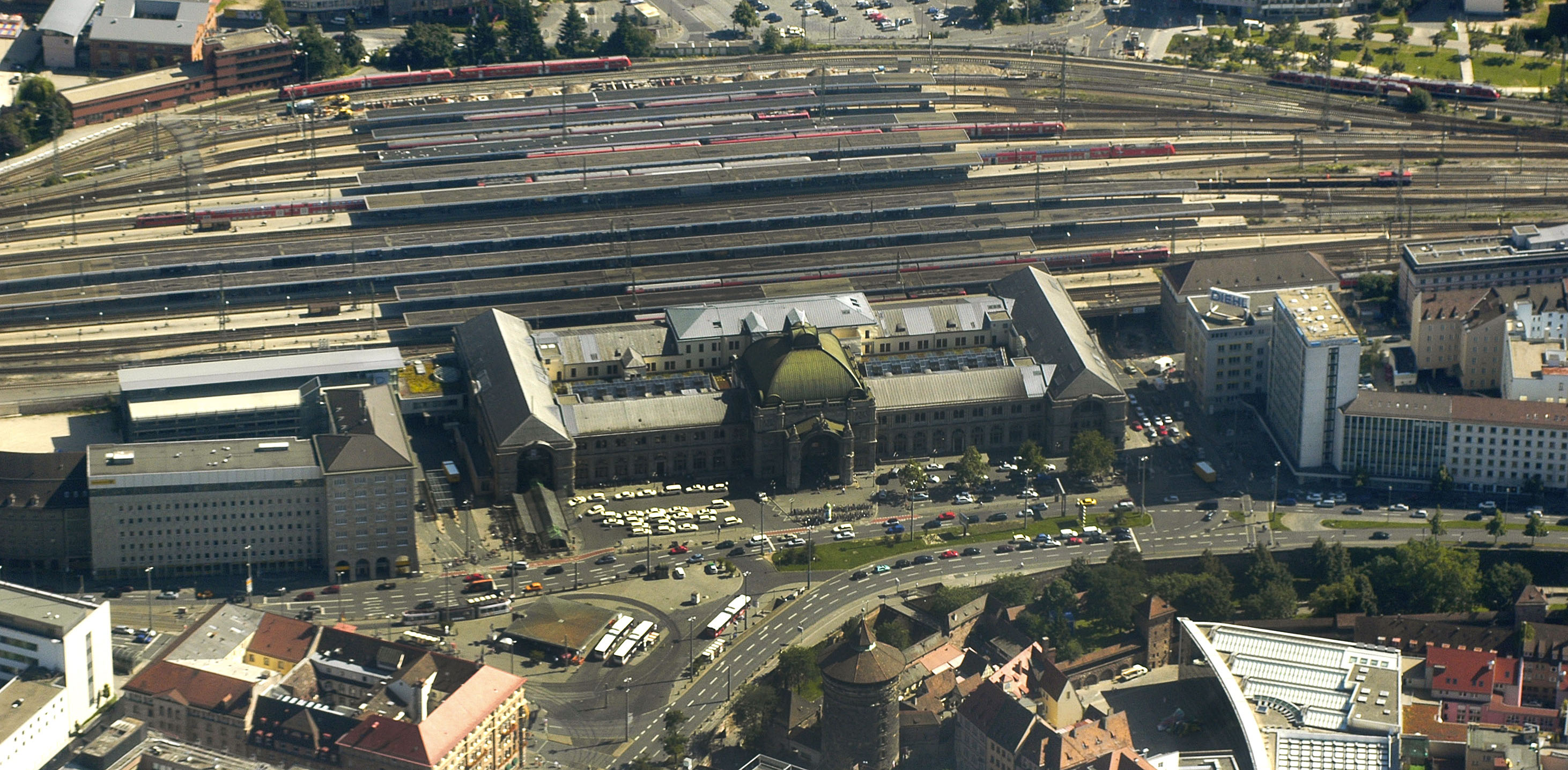
Nürnberg Hauptbahnhof

Der Hauptbahnhof Nürnberg stellt einen der wichtigsten Bahnhöfe in der Metropolregion dar. Intercity-Express Züge bedienen Nürnberg größtenteils im Stundentakt, wobei teilweise durch Linienüberlagerungen auch dichtere Taktfrequenzen entstehen. Fast alle von München nach Norden führenden Fernverbindungen laufen heute gebündelt über die Schnellfahrstrecke nach Nürnberg und teilen sich erst hier auf. So entsteht auch im Fernverkehr ein dichter Takt zwischen den beiden Städten. Mit Fertigstellung der Schnellfahrstrecke zwischen Nürnberg und Leipzig wurde auch diese Relation und damit die Verbindung nach Berlin erheblich beschleunigt. Fernzüge bieten außerdem direkte Verbindungen ins Rhein-Main- sowie ins Ruhrgebiet, außerdem nach Stuttgart, Karlsruhe, Bremen, Hamburg sowie nach Passau und Wien. Zusätzlich verkehren verschiedene Nachtzüge über den Nürnberger Hauptbahnhof.

### Flugverkehr

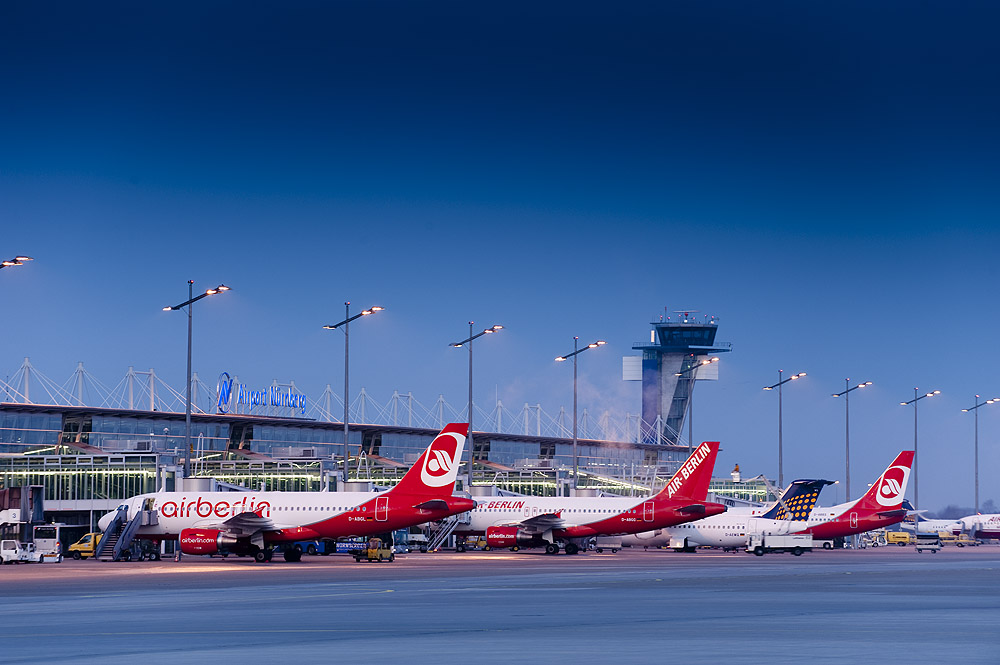
Flughafen Nürnberg

- Flughafen Nürnberg (Internationaler Flughafen)
- Flugplatz Bamberg-Breitenau (Nationaler Flughafen ohne Linienflugbetrieb, nur für Sport und Geschäfte[10])
- Verkehrslandeplatz Bayreuth (Regionaler Flughafen ohne Linienflugbetrieb)
- Verkehrslandeplatz Herzogenaurach (Regionaler Flughafen ohne Linienflugbetrieb)
- Verkehrslandeplatz Hof-Plauen (Regionaler Flughafen mit Taxi- und Geschäftsflügen)